# Manuel Rosalén
Manuel Rosalén Bellón (Barcelona, 15 de mayo de 1911-Barcelona, 15 de mayo de 1989) fue un futbolista español que militó en el Fútbol Club Barcelona de 1939 a 1944.
Procedente del Hércules C.F. llegó al Barça para jugar en la demarcación de centrocampista. Su debut en liga fue el 10 de noviembre de 1935 en un partido entre su equipo, el Hércules y el Real Madrid.
Con el equipo azulgrana jugó 89 partidos de Liga y marcó dos goles. Aunque no consiguió ningún título liguero, se proclamó campeón de la Copa de España en la final en el Estadio de Chamartín contra el Athletic Club con el marcador final de 4 a 3.

## Palmarés
| Título         | Club                  | Año  |
| -------------- | --------------------- | ---- |
| Copa de España | Fútbol Club Barcelona | 1942 |